# Die Nixenkönigin
Die Nixenkönigin è un film muto del 1916 diretto da Louis Neher, qui al suo esordio come regista cinematografico.
Il film aveva come protagonista femminile Rita Sacchetto, una nota ballerina tedesca degli anni dieci che, nella sua carriera, girò anche alcuni film, soprattutto in Danimarca.

## Produzione
Il film, il cui titolo si traduce letteralmente come La regina delle sirene, fu prodotto dalla Oliver-Film GmbH (Berlin).

## Distribuzione
Il visto di censura risulta rilasciato nel novembre 1916. Nello stesso anno, il film fu distribuito in Germania dalla Oliver-Film GmbH.